# Лагеревский сельсовет
Лагеревский сельсовет — муниципальное образование в Салаватском районе Башкортостана.
Административный центр — село Лагерево.

## История
Согласно Закону о границах, статусе и административных центрах муниципальных образований в Республике Башкортостан имеет статус сельского поселения.

## Население
| 2002  | 2009  | 2010  | 2012  | 2013  | 2014  | 2015  |
| ----- | ----- | ----- | ----- | ----- | ----- | ----- |
| 1633  | ↘1544 | ↘1499 | ↘1472 | ↘1433 | ↘1386 | ↘1358 |
| 2016  | 2017  | 2018  |       |       |       |       |
| ↘1340 | ↘1321 | ↘1300 |       |       |       |       |

## Состав сельского поселения
| № | Населённый пункт | Тип населённого пункта       | Население |
| - | ---------------- | ---------------------------- | --------- |
| 1 | Лагерево         | село, административный центр | ↘856      |
| 2 | Язги-Юрт         | деревня                      | ↗259      |
| 3 | Чебаркуль        | деревня                      | ↗214      |
| 4 | Шаряково         | деревня                      | ↗170      |

### Упразднённые населённые пункты
Новокуркино — упразднённая в 2005 году деревня

## Известные уроженцы
- Галимов, Хабир Латыпович (23 января 1905 — 20 февраля 1996) — башкирский советский артист оперы (драматический тенор), Заслуженный артист Башкирской АССР (1942), Заслуженный артист РСФСР (1947)[16][17].
- Галина, Рафига Арслановна (род. 15 марта 1951) — артистка Стерлитамакского государственного башкирского драматического театра, Заслуженная артистка БАССР (1983), Народная артистка Республики Башкортостан (1994)[18][19].